# ルミナンスプリンセス
「ルミナンスプリンセス」は、Run Girls, Run!の7枚目のシングル。2020年12月16日にDIVE II entertainmentから発売された。規格品番はCD+Blu-ray盤がEYCA-13176/B、CD盤がEYCA-13177。

## 概要
「ルミナンスプリンセス」はRun Girls, Run!にとっては「Share the light」から1年強を置いてのシングルである。これに先立つ2020年5月にはファーストアルバム「Run Girls, World!」が発売されていた。Run Girls, World!をひっさげての3周年記念ツアーは新型コロナウイルス感染症流行の影響により開催が中止されてしまったが、ツアーの代替的な位置付で2020年10月11日に開催された無観客生配信のライブ『Run Girls, Run! Online Live ～ランガリング・リンクライブ♪～』の2日目、夜公演にて本シングルの発売が発表された。

## 解説

### ルミナンスプリンセス
『ルミナンスプリンセス』は、Run Girls, Run!のメンバーがメインキャストを担当してる『キラッとプリ☆チャン』のテレビアニメの7番目（第3シーズンの2番目）のオープニングテーマであり、2020年12月6日に放送の第129話から、2021年3月8日に放送の第141話まで使用された。
『キラッとプリ☆チャン』のオープニングテーマは本楽曲に至るまですべてRun Girls, Run!が担当してきたが、シングルの表題曲となるのは第2シーズンの前半で使用された『ダイヤモンドスマイル』以来である。第2シーズン後半の「キラリスト・ジュエリスト」は『Share the light』のカップリング曲、第3シーズン前半の「イルミナージュ・ランド」はアルバム『Run Girls, World!』の新録曲のうちの1曲として収録された。
ライブでの初披露は、2020年12月6日に幕張メッセイベントホールにて開催された「プリパラ＆キラッとプリ☆チャンWinter Live 2020」のオープニングアクトとしての歌唱であった。

#### ミュージックビデオ
2020年11月11日に「ルミナンスプリンセス」のミュージックビデオのフルバージョンがYouTubeのavexチャンネルにて公開された。発売前にフルサイズのミュージックビデオが公開されるのはランガリング・シンガソングに続いて2曲目であるが、タイアップ曲であり、かつ、そのタイアップ作品の放送前に公開されるのはこれが初めてとなった。タイアップ作品の『キラッとプリ☆チャン』の第3シーズンはプリ☆チャンランドと呼ばれる遊園地を舞台としたストーリーが展開しているが、このミュージックビデオもまた遊園地を舞台としている。秋の始めに那須ハイランドパークにて撮影された。
CD + Blu-ray版のパッケージに同梱のBlu-rayには、Break the Blue!!以来となるミュージックビデオのメイキングビデオが収録されており、「Run Girls, Run！ルミナンスプリンセス Making from 那須ハイランドパーク」と題して、撮影スタートから終了までの映像が7分ほどにまとめられている。

### My Best Shine!!
2020年11月1日に「ルミナンスプリンセス」のミュージックビデオが公開された際、カップングである本楽曲「My Best Shine!!」の曲名が公式サイトにて告知された。
同年12月2日にカップリング曲である「My Best Shine!!」の試聴動画がYouTubeのRun Girls, Run！公式チャンネルにて公開された。
2021年3月13日に開催された『Run Girls, Run！』の約1年ぶりの有観客単独イベント「Run Girls, Run！ホワイトデーイベント!!! 2021～♡Give me♡～」にてライブパフォーマンスが初めて披露された。なお、このイベントでは次のシングルである「ドリーミング☆チャンネル!」の情報が発表された。

## プロモーション
2020年11月28日と2021年1月10日にオンラインでネットサイン会が、2020年12月26日にはZoomを用いた1on1のトーク会が開催された。
発売一ヶ月前の2020年11月16日からは、ウェブ媒体であるアニメイトタイムズにて”RGR！「ルミナンスプリンセス」MV撮影現場に参加してみた！【写真毎日追加】"と題するレポート記事が公開され、ミュージックビデオ撮影時のオフショットの写真が毎日追加される企画が実施された。

## シングル収録内容
| #         | タイトル                               | 作詞                    | 作曲                    | 編曲                    | 時間  |
| --------- | -------------------------------------- | ----------------------- | ----------------------- | ----------------------- | ----- |
| 1.        | 「ルミナンスプリンセス」               | 真崎エリカ              | 酒井拓也 (Arte Refact)  | 酒井拓也 (Arte Refact)  | 4:31  |
| 2.        | 「My Best Shine!!」                    | 山本恭平（Arte Refact） | 山本恭平（Arte Refact） | 河合泰志（Arte Refact） | 4:47  |
| 3.        | 「ルミナンスプリンセス」(Instrumental) |                         |                         |                         | 4:30  |
| 4.        | 「My Best Shine!!」(Instrumental)      |                         |                         |                         | 4:46  |
| 合計時間: | 合計時間:                              | 合計時間:               | 合計時間:               | 合計時間:               | 18:34 |

| #         | タイトル                                        | 作詞  | 作曲・編曲 | 時間 |
| --------- | ----------------------------------------------- | ----- | ---------- | ---- |
| 1.        | 「ルミナンスプリンセス」(Music Video)           |       |            | 4:30 |
| 2.        | 「ルミナンスプリンセス」(Making of Music Video) |       |            | 7:46 |
| 合計時間: | 合計時間:                                       | 12:16 |            |      |

## スタッフ・クレジット

### 「ルミナンスプリンセス」
- 佐々木正明 – Guitar
- 小林修己 – Bass
- 室屋光一郎ストリングス – Strings
- 酒井拓也 (Arte Refact) – All Other Instruments & Programming

ミュージックビデオ
- RoyHobbs Inc. – Film Production
- 杉本視 – Director
- 佐々木尚 – Cinematographer
- 小松慎之介 – Assistant Cinematographer
- 池田啓介 – Lighting
- 三反理沙子 – Hair & Make-up
- 林田凛 – Hair & Make-up
- 原田幸枝 – Stylist

### 「My Best Shine!!」
- 河合泰志 (Arte Refact) – All Instruments & Programming

### 共通
- 小柳令奈 – Mastering Engineer